# Liatongus phanaeoides
Liatongus phanaeoides là một loài bọ cánh cứng trong họ Bọ hung (Scarabaeidae).